# آلبرت برو
آلبرت برو (انگلیسی: Albert Brough؛ ۲۰ ژوئیه ۱۸۹۵ – ۲۸ مهٔ ۱۹۸۰) ورزشکار فوتبال اهل بریتانیا بود.
از باشگاه‌هایی که در آن بازی کرده‌است می‌توان به باشگاه فوتبال بارو اشاره کرد.